# Znojile pri Studencu
Znojile pri Studencu este o localitate din comuna Sevnica, Slovenia, cu o populație de 8 locuitori.